# 根鈴雄次
根鈴 雄次（ねれい ゆうじ、1973年8月9日 - ）は、元プロ野球選手（外野手）、コーチ。

## 経歴

### 高校・渡米・大学時代
日大藤沢高校では1年生時からレギュラーで4番を務めるほどの実力があったが、体育会系部活にありがちな上下関係に対する嫌悪感や、家庭内でも両親が離婚するなど多くの問題を抱えていた。そのことから自律神経失調症を患い、不登校→留年→退学となる。留年後の学業では留年したことから野球部に戻れないこともあり、16歳から18歳まで野球をしないで過ごす。
高校を中退後、10代で渡米。地元の高校入学を目指したものの、留学斡旋の会社に騙され入学は許可されず、語学学校に通いながらバッティングセンターに通う日々を送る。バッティングセンターのオーナーから大学の監督を紹介されたり、オープントライアウトでスカウトの目に留まるが、学生ビザが切れたため、高卒の資格を取得するため日本に戻る決心をする。
帰国後、東京都立新宿山吹高等学校（単位制）に入学。同高校卒業後、1996年に指定校推薦で法政大学法学部に進学すると同時に、法政大学野球部に入部。東京六大学野球リーグでは主に代打で活躍する。1998年には、東京六大学野球春季リーグ戦・対慶應義塾大学1回戦で史上2人目の代打逆転サヨナラホームランを放つ。

### 再渡米・海外球界時代
2000年に法政大学卒業後再度渡米し、モントリオール・エクスポズと契約。マイナーリーグからメジャー昇格を目指した。メジャー直前の3Aオタワまで昇格し、55試合に出場。打率.247、16打点、2本塁打という成績だった。このマイナーリーグ時代に大家友和から本塁打を放っている。
2001年、開幕直前に解雇された。解雇後はアメリカ独立リーグであるフロンティアリーグのエバンズビル・アターズとノーザンリーグのセントポール・セインツでプレー。同年秋に帰国し、日本ハムファイターズや千葉ロッテマリーンズなど複数の球団の入団テストを受ける。長打力を認められ、ロッテからは「内定を得た」とも報じられた。しかし、その後の練習中に右手首を捻挫してしまうといった故障の不安、当時28歳という年齢が若返りを図るチーム方針に合わないという理由で、最終的に獲得は見送られた。
その後は、2002年にリーガ・メヒカーナ・デ・ベイスボルのプエブラ・パロッツ、セントラル・ベースボール・リーグのジャクソン・セネターズでプレーしたが手を骨折して解雇された。
2003年はカナディアン・ベースボール・リーグのロンドン・マナークス、2004年はノース・イーストリーグのエルマイラ・パイオニアーズ、2005年は、ゴールデン・ベースボール・リーグのジャパン・サムライ・ベアーズ、2006年はオランダのプロ野球リーグのホーフトクラッセのDOORネプテューヌスでプレーするなど各地を渡り歩いた。

### 日本・独立リーグ時代
2007年、ベースボール・チャレンジ・リーグの新潟アルビレックス・ベースボール・クラブに選手兼打撃コーチとして入団。2008年も在籍し、根鈴にとって2シーズン以上同じ球団に在籍したのは、新潟が初めてだった。2008年6月13日の対群馬ダイヤモンドペガサス戦で6回に本塁打を打ってダイヤモンドを回る際に、群馬の投手・富岡久貴やベンチに対して暴言や挑発行為を行った。群馬の投手の死球に対する不満がチームにあった模様であるが、リーグは「非紳士的行為」として根鈴に3試合の出場停止処分を下した（また、富岡には、ブログ内でファンに根鈴の行動に対しての意見を求める書き込みがあったため、警告処分が下されている）。選手に対する出場停止はリーグで初めてである。さらに、10月2日の対群馬戦では審判に対する侮辱行為があったとして、10月10日にリーグより5試合の出場停止処分が下されたが、翌11日に球団より同日付での戦力外通告とコーチ契約を更新しないことが発表され、退団が決まった。
2009年1月9日に四国・九州アイランドリーグの長崎セインツに入団。根鈴は長崎セインツと提携関係にあったアメリカの独立リーグ・セントポール・セインツにも所属経験がある。同年のシーズンは同じく新潟から移籍した末次峰明とともに前期優勝を果たしたチームの主軸となり、打率.323、本塁打11、打点46を記録した。
2010年シーズンは打率.302、本塁打5、打点35の成績でリーグのベストナインに指名打者で選出された。同年シーズンで長崎セインツはリーグから撤退・解散することとなったが、根鈴はリーグの救済ドラフト指名者には含まれなかった（ドラフト希望を出したかどうか不明）。その後、アイランドリーグのトライアウトに参加し、徳島インディゴソックスから入団指名を受けた。
2011年のシーズンはリーグ6位の打率.344を記録。初の年間総合優勝を達成したチームの主軸となり、監督の斉藤浩行からは「年齢の離れた若手たちを相手に、いいコーチ役を務めてくれた」「チームをひとつにする上で大きかった」と評価されている。
2012年のシーズンは64試合に出場し、チームトップの34打点を記録したが、シーズン終了後に引退。

### 現役引退後
2013年のシーズンから徳島のアシスタントコーチに就任し、1シーズン務めた。2013年シーズンの契約期間満了をもって徳島を退団。徳島を退団した理由について根鈴は2014年のインタビューで、選手でないことへの不満と、家庭の事情（コーチ就任後、徳島へは単身赴任生活となっていた）を挙げている。
2014年3月から2017年2月まで、養父鐵が運営する「ルーツ・ベースボールアカデミー」でヘッドコーチを務め、主にバッティングを指導。
2017年6月、自身の野球塾「アラボーイベースボール・根鈴道場」を立ち上げた。従来のセオリーとは異なる打撃論を確立し、2018年オフから指導していた杉本裕太郎が2021年に本塁打王を獲得したことで注目を浴びる。杉本とのつながりは、オリックスのブルペン捕手を務めていた瓜野純嗣（元福岡レッドワーブラーズ）からの紹介だった。

## 人物
法政大学に入学後、野球部に入部したものの、プロ経験（スカウティングリーグ在籍）があったと疑われたことを理由に東京六大学野球連盟から登録を却下された。連盟から登録が認められたのは1年生時の8月のことだった（『神宮球場ガイドブック』より）。
2006年秋に入籍、同年12月に結婚式を挙げる。妻との間には子どもが1人（長男）いる。

### 指導した主な選手
- 廣瀬純[15] - 法政大学時代の後輩。
- G.G.佐藤[17] - 法政大学時代の後輩。
- 星秀和[18]
- 野原祐也[18]
- 小宮山慎二[18]
- 大城祐二[18]
- 青松敬鎔[18]
- 杉本裕太郎[14]
- 清宮幸太郎[15]

## 詳細情報

### 年度別打撃成績
BCリーグ
| 年 度     | 球 団     | 試 合 | 打 数 | 得 点 | 安 打 | 二 塁 打 | 三 塁 打 | 本 塁 打 | 塁 打 | 打 点 | 盗 塁 | 犠 打 | 犠 飛 | 四 球 | 死 球 | 三 振 | 併 殺 打 | 打 率 | 出 塁 率 | 長 打 率 | O P S |
| --------- | --------- | ----- | ----- | ----- | ----- | -------- | -------- | -------- | ----- | ----- | ----- | ----- | ----- | ----- | ----- | ----- | -------- | ----- | -------- | -------- | ----- |
| 2007      | 新潟      | 64    | 217   | 36    | 85    | 16       | 2        | 10       | 135   | 59    | 3     | 0     | 2     | 46    | 6     | 15    | 3        | .392  | .506     | .622     | 1.128 |
| 2008      | 新潟      | 66    | 212   | 30    | 55    | 14       | 0        | 8        | 93    | 34    | 1     | 0     | 3     | 34    | 12    | 28    | 3        | .259  | .387     | .439     | .826  |
| 通算：2年 | 通算：2年 | 130   | 429   | 66    | 140   | 30       | 2        | 18       | 228   | 93    | 4     | 0     | 5     | 80    | 18    | 43    | 6        | .326  | .447     | .531     | .979  |

四国アイランドリーグplus
| 年 度     | 球 団     | 試 合 | 打 数 | 得 点 | 安 打 | 二 塁 打 | 三 塁 打 | 本 塁 打 | 打 点 | 盗 塁 | 犠 打 | 犠 飛 | 四 球 | 死 球 | 三 振 | 打 率 | 出 塁 率 |
| --------- | --------- | ----- | ----- | ----- | ----- | -------- | -------- | -------- | ----- | ----- | ----- | ----- | ----- | ----- | ----- | ----- | -------- |
| 2009      | 長崎      | 73    | 220   | 35    | 71    | 11       | 1        | 11       | 46    | 0     | 0     | 1     | 35    | 15    | 19    | .323  | .446     |
| 2010      | 長崎      | 66    | 205   | 20    | 62    | 11       | 0        | 5        | 35    | 1     | 0     | 2     | 31    | 10    | 26    | .302  | .415     |
| 2011      | 徳島      | 59    | 186   | 19    | 64    | 13       | 0        | 5        | 34    | 0     | 0     | 1     | 15    | 8     | 18    | .344  | .414     |
| 2012      | 徳島      | 64    | 195   | 18    | 53    | 3        | 0        | 6        | 34    | 1     | 0     | 5     | 14    | 14    | 15    | .272  | .355     |
| 通算：4年 | 通算：4年 | 262   | 806   | 92    | 250   | 38       | 1        | 27       | 149   | 2     | 0     | 9     | 95    | 47    | 78    | .310  | .410     |

### 背番号
- 1 （2007年、2009年 - 2010年）
- 89 （2008年）
- 44 （2011年 - 2013年）

## 関連情報

### 著書
- 『MLBでホームラン王になるための打撃論』（竹書房、2021年4月2日、ISBN 978-4-8019-2594-6）
- 『バッティング新時代』（マイナビ出版、2024年7月26日、ISBN 978-4-8399-8697-1）